# Albenga

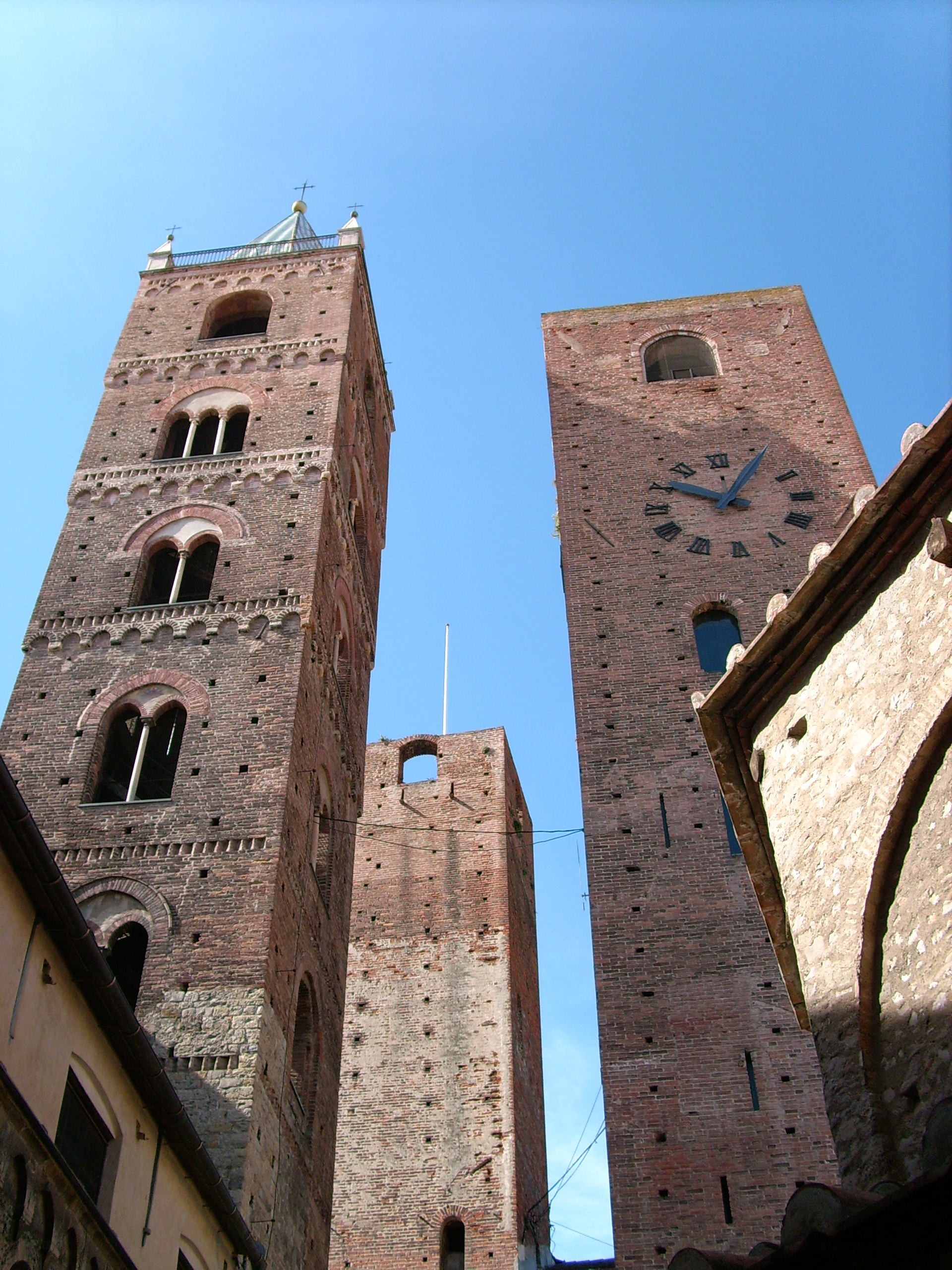
torens in Albenga

Albenga is een stad in de Noord-Italiaanse regio Ligurië in de provincie Savona. De stad ligt aan de Middellandse Zee,op de plaats waar de rivier de Centa uitstroomt. Albenga was de hoofdstad van de Liguriërs. Gedurende de Romeinse periode was de stad een municipium en heette het Albingaunum. Langs de Centa zijn resten gevonden van graftombes en thermen uit deze tijd.
Het middeleeuwse centrum van Albenga is goed bewaard gebleven en geldt als een van de meest bezienswaardige van de regio Ligurië. Kenmerkend voor de stad zijn de vier hoge torens die het centrum domineren. Andere belangrijke bouwwerken zijn de aan San Michele opgedragen kathedraal (11e eeuw), de doopkapel (5e eeuw) en het bisschoppelijk paleis. De stad werd zwaar beschadigd in een aardbeving in 1887.
Voor de kust van Albenga ligt in zee het kleine onbewoonde eiland Gallinara. Sinds 1989 is dit, vooral voor meeuwen belangrijke, eiland tot beschermd gebied verklaard.

## Geboren
- Mirko Celestino (1974), wielrenner